# World Gone Wrong
World Gone Wrong è il ventinovesimo album in studio del cantautore Bob Dylan, pubblicato dalla Columbia Records nell'ottobre del 1993.
È il secondo disco consecutivo di Dylan interamente costituito da cover di canzoni folk tradizionali, eseguite con il solo accompagnamento di chitarra acustica e armonica a bocca. Le tematiche trattate nelle canzoni sono generalmente più tetre e pessimistiche rispetto ai brani del precedente Good as I Been to You.
L'album ricevette recensioni buone anche se non entusiastiche. Nonostante l'assegnazione di un premio Grammy come Best Traditional Folk Album, il disco raggiunse solo la posizione numero 70 in classifica negli Stati Uniti, e la posizione numero 35 in Gran Bretagna.

## Tracce
Tutti i brani sono tradizionali, riarrangiati da Bob Dylan, eccetto dove indicato.
1. World Gone Wrong – 3:57
2. Love Henry – 4:24
3. Ragged & Dirty – 4:09
4. Blood in My Eyes – 5:04
5. Broke Down Engine – 3:22
6. Delia – 5:41
7. Stack a Lee – 3:50
8. Two Soldiers – 5:45
9. Jack-A-Roe – 4:56
10. Lone Pilgrim (B.F. White, Adger M. Pace) – 2:43

## Musicisti
- Bob Dylan - Voce, chitarra, armonica.